# Таначев, Василий Александрович
Василий Александрович Таначев (1 марта 1924, Сарапульский район, Уральская область — 29 октября 1943, Петровский район, Кировоградская область) — командир пулемётного взвода 225-го гвардейского стрелкового полка 78-й гвардейской стрелковой дивизии 7-й гвардейской армии Степного фронта, гвардии младший лейтенант. Герой Советского Союза.

## Биография
Родился 1 марта 1924 года в деревне Савино (ныне Сарапульского района Удмуртии).
В детстве с родителями переехал в Костромскую область. Рос и учился в посёлке Голыши (ныне в черте города Шарья). В июне 1941 года получил свидетельство об окончании неполной средней школы. С началом Великой Отечественной войны пошёл работать на лесосплав.
В октябре 1942 года был призван в Красную армию и направлен в военное училище. Весной 1943 года окончил Ленинградское военное пехотное училище. Младший лейтенант Таначев получил назначение командиром взвода станковых пулемётов в 78-ю гвардейскую стрелковую дивизию. Участвовал в сражении на Курской дуге, освобождении Левобережной Украины. Особо отличился при форсировании Днепра и в боях за расширение плацдарма на правом берегу.
24 сентября 1943 года гвардии младший лейтенант Таначев в числе первых со своим взводом переправился через Днепр в районе села Домоткань. Бойцы с боем выбили немцев из прибрежных укреплений и захватил плацдарм. Огнём станковых пулемётов его взвод расчищал путь передовому отряду, прикрывал переправу от противника.
25 сентября противник перешёл в контратаку. Гвардейцы огнём станковых пулемётов отбили за день 13 атак. Командир взвода Таначев умело руководил пулемётчиками, был дважды ранен. Когда у одного пулемёта был убит первый номер, истекая кровью, сам лёг у «максима» и продолжал уничтожать рвавшегося к переправе врага. Когда кончились патроны, Таначев трижды поднимал гвардейцев в рукопашную схватку. Бойцы удержали свой плацдарм, уничтожили до 40 вражеских солдат и офицеров. Только после четвёртого ранения командир был эвакуирован с поля боя.
Указом Президиума Верховного Совета СССР от 26 октября 1943 года за мужество и отвагу, проявленные при форсировании Днепра и расширении плацдарма на правом берегу, гвардии младшему лейтенанту Василию Александровичу Таначеву присвоено звание Героя Советского Союза.
Герой не успел получить высокую награду. Через три дня после подписания указа, 29 октября 1943 года, гвардии лейтенант Таначев погиб в бою в Петровском районе Кировоградской области.
Награждён орденом Ленина.
Похоронен на месте последнего боя.

## Память
- Именем Героя названы улица в посёлке Ветлужский Шарьинского горсовета и школа № 7 города Шарьи.
- Памятная доска установлена Российским военно-историческим обществом на здании школы № 7 города Шарья, где он учился.